# Ambassade de Cuba en Russie
L'ambassade de Cuba en Russie est la représentation diplomatique de Cuba en Russie. 
Elle est située à Moscou, la capitale du pays, au 66 Bolshaya Ordynka Street.